# Juliette Alvin
Juliette Louise Alvin (Limoges, 1897 –  30 de setembro de 1982) foi uma violoncelista franco-britânica, instrumentista de viola da gamba e musicoterapeuta pioneira. Foi fundadora do modelo da musicoterapia analítica.

## Biografia
Nasceu em Limoges, na França, e estudou no Conservatório de Paris, onde recebeu o Premier Prix d'Excellence e o Mèdaille d'Or. Estudou com Pablo Casals em um acordo de master class. Seu recital de estreia ocorreu em 1927 no Wigmore Hall de Londres.
Ela se casou com William A. Robson, um acadêmico britânico que se tornou um dos primeiros e mais influentes estudiosos de administração pública na London School of Economics, no ano de 1929. Nesse mesmo ano, ela se tornou cidadã britânica. O casal teve três filhos.
Ela fundou a Society of Music Therapy and Remedial Music em 1958 (mais tarde renomeada como British Society for Music Therapy) e, em 1967, iniciou o primeiro programa de treinamento em musicoterapia da Grã-Bretanha na Guildhall School of Music and Drama, em Londres.
Ela também promoveu a musicoterapia em todo o mundo. Alvin visitou o Japão em 1967 e 1969, compartilhando teoria e prática com os pioneiros da musicoterapia japonesa.

## Publicações
Alvin é autor de vários livros, incluindo Music Therapy for the Handicapped Child (Musicoterapia para crianças com deficiência), em 1965, Music Therapy (Musicoterapia), em 1966, e Music for the Autistic Child (Música para crianças autistas), em 1978.